# Selecciones del Reader's Digest
Selecciones del Reader's Digest, llamada también simplemente Selecciones, es una revista mensual de temas variados. Está escrita en español y es propiedad de The Reader's Digest Association; empresa editora de la revista estadounidense Reader's Digest.

## Historia
El primer número de Reader's Digest en idioma inglés se publicó en 1922, año en que Dewitt Wallace la fundó. La edición en español apareció en diciembre de 1940. Era editada por la empresa Selecciones del Reader's Digest, S.A., en La Habana (Cuba). La edición cubana se distribuía en Hispanoamérica y España. En 1950 se creó una edición para Argentina. En octubre de 1952 apareció una edición para España. La edición cubana cesó sus operaciones tras el triunfo de la revolución castrista en 1959. El 20 de agosto de 1960 se fundó la edición mexicana. En ese mismo año ya había también ediciones locales en América Central (elaborada en Costa Rica) y Chile. En 1971 salieron las ediciones para Puerto Rico y para los lectores hispanohablantes de EE.UU. 
Selecciones también circuló en las Filipinas hasta 1972, cuando fue reemplazada por una edición local llamada Seleksiyones.
Hasta los años 1990 existían ediciones locales en Argentina, España, América central (Costa Rica, El Salvador, Guatemala, Honduras, Nicaragua y Panamá), Colombia, Chile, Ecuador, México, Perú, Estados Unidos, Venezuela y una edición conjunta para Bolivia, Paraguay y Uruguay. Con el tiempo, las ediciones locales de Selecciones del Reader's Digest se redujeron a tres: argentina, española y mexicana.

## Contenido
La mayor parte de su contenido proviene de artículos seleccionados de la revista Reader's Digest. De ahí el nombre de Selecciones. Adicionalmente incluye material producido localmente. 
Al igual que la edición en inglés estadounidense, Selecciones ofrece artículos originales, artículos resumidos o reimpresos de otras revistas, resúmenes de libros, colecciones de chistes, anécdotas, citas y otros escritos breves. 
Algunas secciones fijas de Reader's Digest están incluidas en Selecciones, pero son adaptadas a la cultura hispana. Life in These United States pasó a ser en español Así es la vida; y las historias de la sección se enfocan sobre aspectos divertidos o interesantes de la vida en España o Hispanoamérica. La sección Quotable Quotes es traducida como Citas citables y trata de incluir pensamientos breves de autores de lengua española. Word Power es versionado, dependiendo de la edición local, como Vocabulario o Enriquezca su vocabulario. La sección de Vocabulario da el significado de las palabras del español, mientras que Word Power hace lo mismo, pero con los términos del inglés. Otras secciones fijas de Reader's Digest presentes en Selecciones son La risa, remedio infalible (Laughter, the Best Medicine) y Gajes del oficio (All in a Day's Work).

## Versiones actuales
- Selecciones Reader's Digest Argentina: editada por Reader's Digest Argentina (RDA).[5] Es distribuida en Bolivia, Chile, Paraguay y Uruguay.[5]
- Selecciones Reader's Digest España: editada por Global Family Editions, S.A.[6]
- Selecciones Reader's Digest México: editada por Ediciones Inteligentes, S. de R.L. de C.V.[3] Es distribuida en Colombia, Costa Rica, Ecuador, El Salvador, Guatemala, Honduras, Nicaragua, Panamá, Perú, Puerto Rico, República Dominicana y Venezuela.

## Manual de estilo
La edición cubana de Selecciones, cuya distribución abarcó a países de habla hispana, tuvo el problema de cómo escribir los artículos de la revista en un español entendible para los lectores de otras naciones. El español presenta variaciones en el vocabulario o en las construcciones gramaticales, dependiendo del país en donde se habla. La solución fue la publicación en La Habana en 1959 de un libro de estilo llamado Manual de Selecciones (Normas generales de redacción). El libro fue elaborado bajo la dirección de Jorge Cárdenas Nanneti.

## Estilo
El estilo de la revista es conservador, y hace hincapié en los valores tradicionales de la familia. Casi todos los artículos de la revista suelen estar escritos en un castellano castizo y muy bien redactados para mantener el interés del lector hasta el final. Desde 1975 hasta 1991, Selecciones tuvo como competencia en España e Hispanoamérica a Sputnik, una revista soviética que era similar a Reader's Digest.
En 1973, fue publicado en Selecciones un artículo proveniente del Reader's Digest en el que se acusaba a miembros de alto rango civiles y militares del gobierno de Alfredo Stroessner de proteger a Auguste Ricord, un miembro de la Conexión francesa.  Auguste Ricord se encargaba del contrabando de heroína, vía Paraguay, hacia Estados Unidos. Las autoridades paraguayas confiscaron en el país la edición que traía el artículo.